# Proteinkinase B
Die Proteinkinasen B (PKBα/β/γ) (Gene: AKT1, AKT2, AKT3), sind drei Enzyme, die eine Phosphatgruppe auf andere Proteine übertragen (Proteinkinasen). Die so veränderten Proteine sind Teil wichtiger Signalwege im Körper, und damit sind die PKB selbst Teil der Signaltransduktion. Die Serin/Threoninkinasen, zu denen die PKB gehören, haben sich mit den Eukaryoten entwickelt. PKBα wird im Menschen in allen Gewebetypen gebildet, ebenso PKBγ, aber in geringerem Ausmaß. PKBβ wird vor allem in Insulin-sensiblem Geweben exprimiert. Da PKBs in Tumorzellen häufig überaktiv sind handelt es sich bei AKT1/2/3 um Onkogene.

## Identifizierung der AKT-Gene
Das Prototyp-AKT-Gen AKT1 wurde im Jahr 1991 von drei Gruppen entdeckt. Die Gruppen von Brian Hemmings und J. R. Woodgett suchten mittels homologer Klonierung zelluläre Kinasen, die den Proteinkinasen PKA und PKC ähnlich sind und nannten diese Kinase PKBα bzw. RAC-PK (Protein kinase – related to PKA & PKC). Die Arbeitsgruppe von Tsichlis hingegen charakterisierte ein virales Onkogen – v-AKT – als transformierendes Agens in dem schlecht charakterisierten Retrovirus AKT8 und fand somit das virale Gegenstück zur eukaryotischen Serin/Threoninkinase. Wenig später wurden dann noch die hochgradig homologen Isoformen AKT2 und AKT3 kloniert.

## Isoformen und Struktur
Alle drei AKT-Gene kodieren für die in ihrer Peptid-Sequenz hochgradig homologen Proteinkinase-Isoformen AKT1/PKBα, AKT2/PKBβ und AKT3/PKBγ mit einer N-terminalen PH-Domäne (PH = Pleckstrin-Homologie), einer zentralen Kinase-Domäne und einer C-terminalen hydrophoben Domäne mit regulatorischer Funktion. Von AKT3/PKBγ gibt es zwei Splicing-Varianten mit unterschiedlichem C-terminalen Ende.

## Regulation seiner Kinaseaktivität
Für eine adäquate Zellhomöostase muss die Aktivität der Kinase über diverse Mechanismen kontrolliert werden:
- Sekundäre Botenstoffe (Phospholipid-Derivate)
  - Phosphatidylinositol-3,4,5-trisphosphate (PIP3)
- Post-translationale Modifikationen
  - aktivierende Phosphorylierungen T308, S473 durch andere Kinasen
  - Auto-Phosphorylierung
  - Trans-Phosphorylierung
- Protein-Protein-Interaktionen
  - Oligomerisierung mit dem Onkogen TCL1

## PKB-Signalweg
Die Proteinkinase B hat eine zentrale Rolle in der Regulation verschiedener zellulärer Prozesse wie Wachstum, Zellproliferation, Zellzyklus und Stoffwechsel.
Im Signalweg oberhalb der PKB ist es die durch extrazelluläre Signale aktivierte Phosphoinositid-3-Kinase (PI3K), die durch die Generierung der sekundären Botenstoffe PIP3 aus Phosphatidylinositol-4,5-bisphosphate (PIP2) den sogenannten PI3K/AKT-Signalweg initiiert.
Die Proteinkinase B kann mit ihrer PH-Domäne an PIP3 binden und dadurch an die Zellmembran rekrutiert werden. Dort wird sie von der Phosphoinositide-dependent Kinase-1 (PDK1) und einer weiteren Kinase an ihren Aminosäuren Serin(473) und Threonin(308) phosphoryliert und dadurch aktiviert. Aktivierte PKB kann daraufhin diverse Substrate phosphorylieren und dadurch aktivieren oder inhibieren. Ein Enzym, das diesem Mechanismus entgegenwirkt, ist die Phosphatase PTEN, die PIP3 inaktiviert, indem es eine Phosphatgruppe abspaltet. PTEN ist ein typischer Tumorsuppressor und ist in vielen Tumorklonen durch Mutationen inaktiviert. Solche Tumorzellen mit einer loss-of-function in PTEN und einer daraus resultierenden überaktiven PKB sind proliferative Tumoren mit häufiger Resistenz gegenüber Chemotherapeutika.
Darüber hinaus gibt es noch eine Reihe weiterer Proteine, die direkt mit PKB interagieren und sie in ihrer Aktivität beeinflussen. Ein bekanntes ist TCL1, welches im Zytosol mit AKT über seine PH-Domäne oligomerisieren kann und zu einer Aktivierung der Kinaseaktivität und Änderung der subzellulären Lokalisierung von AKT führt. Hierbei wurde in biochemischen Assays gezeigt, dass ein TCL1-Dimer mit 2 AKT-Molekülen interagiert.

### Substrate und physiologische Konsequenzen
Es gibt eine Reihe vermeintlicher und beschriebener Substrate der Proteinkinase B, die ganz unterschiedliche physiologische Folgen mit sich bringen. Sie alle weisen die Konsensus-Sequenz R-X-R-X-X-S/T-B auf. Bekannte Zielproteine von Akt sind Bcl-2 Proteine und Proteasen, die in der Apoptose einer Rolle spielen, Forkhead Transkriptionsfaktoren, sowie Inhibitoren der CDKs. Folgende Tabelle ist adaptiert nach Manning & Cantley (2007).
| Protein                              | Phosphorylierungsstelle | Effekt    |
| ------------------------------------ | ----------------------- | --------- |
| FOXO1                                | T24, S256, S319         | Inhibiert |
| FOXO3                                | T32, S253, S315         | Inhibiert |
| FOXO4                                | T32, S197, S262         | Inhibiert |
| TSC2                                 | S939, T1462             | Inhibiert |
| GSK3α, β                             | S21/S9                  | Inhibiert |
| RAF1                                 | S259                    | Inhibiert |
| PRAS40                               | T246                    | Inhibiert |
| AS160                                | S588, T642              | Inhibiert |
| Bcl-2-Antagonist-of-Cell-Death (BAD) | S99                     | Inhibiert |
| WNK1                                 | T60                     | ?         |
| MDM2                                 | S166                    | Aktiviert |
| Chk1                                 | S280                    | Inhibiert |
| eNOS                                 | S1177                   | Aktiviert |
| ASK1                                 | S83                     | Inhibiert |
| IKKα                                 | T23                     | Aktiviert |
| p21CIP1                              | T157                    | Inhibiert |
| p27KIP1                              | T157                    | Inhibiert |
| Caspase-9                            | S196                    | Inhibiert |

## PKB/Akt und Krebs
Der Umstand, dass der AKT8-Retrovirus in Mäusen ein T-zelluläres Lymphom induzieren kann, unterstrich die Bedeutung der Proteinkinase B in der Transformation und Krebsentstehung und führte dazu, dass viele Gruppen in diese Richtung ihre Forschung ausrichteten. Auf Grund seiner transformativen Eigenschaft kann PKB/AKT als Onkogen bezeichnet werden.

### AKT(E17K)
Es wurde eine Mutation in der PH-Domäne von AKT1 gefunden, die Krebs verursachen kann. Dabei handelt es sich um eine Punktmutation (G>A) bei Nukleotid 49, welche zum Austausch der Aminosäure 17 der PH-Domäne führt (Glutaminsäure wird durch Lysin ersetzt). Diese AKT-Mutante wird AKT(E17K) genannt.
Durch die Mutation ändert sich die Konformation der PH-Domäne und AKT kann an die Membran binden (und dort aktiviert werden), selbst wenn dort kein PIP3 vorhanden ist. Eine Regulation der AKT-Aktivierung über die PIP-Phosphorylierung bzw. die PI3-Kinase-Aktivität ist also nicht mehr möglich.
Die genannte Mutante wurde in 8 % der Brustkrebs, 6 % der kolorektalem Krebs und 2 % der Eierstockkrebs Fälle gefunden.
Die Aktivität der einzelnen Kinase ist so groß wie die des Wildtyps; jedoch sind durch die häufige Membranassoziation dauerhaft mehr Kinasen aktiv als in Wildtyp-Zellen. Dadurch werden vermehrt anti-apoptotische und die Proliferation begünstigende Signalwege aktiviert, was schließlich zur Entartung der Zellen führen kann. In Mäusen verursacht die Mutante beispielsweise mit einer Wahrscheinlichkeit von 60 % Leukämie (Wildtyp: 0 %).